# Under Suspicion (film 1919 Dowlan)
Under Suspicion è un film muto del 1919 diretto da William C. Dowlan. Prodotto e distribuito dalla Universal Film Manufacturing Company, aveva come interpreti Ora Carew, Charles Clary, Forrest Stanley, Burwell Hamrick, Cora Drew, Frank MacQuarrie.

## Trama
Betty Standish, una giovane provinciale, è tutta felice quando può trasferirsi nella grande città dopo aver affittato l'appartamento di un giovanotto che si spaccia per Jerome Kent, il proprietario, ma che, in realtà, è il valletto di Kent, Greggs. Così, quando il vero Jerome le arriva inaspettatamente in casa, Betty lo prende per un ladro e lo minaccia con un revolver. I due, attratti l'uno dall'altra, iniziano a simpatizzare e lei, per dare un'occasione al "ladro", gli offre di lavorare per lei come autista. Jerome decide di non chiarire l'equivoco e accetta il lavoro.
Un rapinatore, "Tuxedo Frank" Beresford, ruba una preziosa collana nel foyer di un teatro, ma è a sua volta derubato da Jimmy, uno strillone, che resta ferito e che Betty e Jerome accompagnano in macchina in ospedale. Quando Jerome trova la collana, Betty pensa che il ladro sia lui e mette il gioiello al sicuro. La ragazza scopre alla fine la vera identità del suo autista. Mentre lei lo fa aspettare a tavola, "Tuxedo Frank", ospite in casa, scassina la cassaforte per recuperare la collana. Jerome lo cattura ma la polizia arresta Betty come complice. Tutto si chiarisce quando Jerome spiega com'è andata veramente tutta la storia.

## Produzione
Il film fu prodotto dall'Universal Film Manufacturing Company.

## Distribuzione
Distribuito dall'Universal Film Manufacturing Company, il film uscì nelle sale cinematografiche statunitensi il 23 novembre 1919.